# 前田ハドー慈英
慈英（じえい、Jay）こと前田 ハドー 慈英（まえだ はどー じえい、Jay Maeda Haddow、 2004年4月2日 - ）は、香港出身のサッカー選手。香港プレミアリーグ・傑志体育会所属。日本U-19代表。ポジションはディフェンダー（右サイドバック）。

## クラブ経歴
香港の傑志体育会のアカデミーで8歳から12歳までプレー。その後、イギリスに移り、2016年からブラックバーン・ローヴァーズFCのユースでプレー。
2021年8月17日には、対エヴァートンFC U23戦で飛び級という形にてブラックバーン・ローヴァーズFC U23デビューを果たす。その後はU18チームを主戦場としつつ、U23チームでも継続的に出場を続けている。
2022年7月14日、ブラックバーン・ローヴァーズFCとプロ契約を結んだことが発表された。契約期間は2年間で1年延長オプションが付帯する。
2024年7月1日、アカデミー時代を過ごした傑志体育会にプロ選手として復帰。外国人選手として登録される。
2025年5月25日、香港特別行政区旅券を取得したことが発表された。これにより2025-26シーズンから自国選手として登録が可能になる。

## 代表歴
2022年5月29日から開催の第48回モーリスレベロトーナメントに出場するU-19日本代表メンバーに選出され、6月3日に行われたグループステージ第2節U-21コモロ代表戦で57分から途中出場した。

## 私生活
香港生まれで父親がイギリス人、母親が日本人である。このため、日本、イングランド、スコットランド、香港のいずれかの代表チームを選択可能とされている。